# Komsomolske, Djankoi
Komsomolske (în ucraineană Комсомольське) este un sat în comuna Maslove din raionul Djankoi, Republica Autonomă Crimeea, Ucraina.

## Demografie
Componența lingvistică a localității Komsomolske
     Ucraineană (45,1%)
     Rusă (41,01%)
     Tătară crimeeană (12,81%)
Conform recensământului din 2001, nu exista o limbă vorbită de majoritatea populației, aceasta fiind compusă din vorbitori de ucraineană (45,1%), rusă (41,01%) și tătară crimeeană (12,81%).